# Luarca
Luarca (em castelhano) ou Ḷḷuarca (em asturiano e oficialmente) é uma paróquia civil e vila do concelho (município) de Valdés, do qual é a capital,  na província e Principado das Astúrias, Espanha. A paróquia tem 5,84 km² de área e em 2009 tinha 5 292 habitantes (densidade: 906,2 hab./km²), quase todos residentes na vila.
Situa-se a 92 km de Oviedo, capital do principado. O seu templo paroquial está dedicado à Santa Eulália. É uma localidade de passagem do Caminho de Santiago e conta com albergue de peregrinos, situado em Almuña, a uns dois quilómetros da vila de Luarca.
Entre os lugares mais visitados destacam-se o farol e o palácio do Marquês de Ferrera.

## Localidades
Segundo o gazetteer de 2008, a paróquia de Luarca é constituída pelos povoados de:
- Almuña (lugar): 785 habitantes.
- Fontoria (Fontouria em asturiano): 91 habitantes.
- Luarca (Ḷḷuarca) (vila): 4314 habitantes.
- Portizuelo (Portizuelu) (lugar): Despovoado.
- Villar (lugar): 64 habitantes.

## Pessoas destacadas
1. Severo Ochoa de Albornoz (1905-1993) - foi um cientista espanhol e estadunidense. Em 1959 foi galardoado com o Prêmio Nobel de Fisiologia e Medicina.
2. Álvaro de Albornoz (1879-1954) - foi um político, advogado e escritor espanhol.
3. Manuel Gil Parrondo e Rico (1921 - atualidade) diretor artístico espanhol.
4. Graciano Antuña Álvarez (1903-1937) foi um político socialista e sindicalista espanhol.
5. Fernán Coroas (1884-1939) é o pseudónimo com o que se conhece ao religioso e poeta asturiano Galo Antonio Fernández.
6. Juan Alonso de Navia (1659-1731) -  regedor perpétuo de Avilés e de Oviedo, cavaleiro da Ordem de Santiago, por graça do rei Carlos II outorga-se-lhe o Marquesado de Ferrera em 22 de fevereiro de 1700.
7. Doña Francisca de Navia e Montenegro - viscondessa do Porto e III Marquesa de Santa Cruz de Marcenado.
8. Juan Alonso de Navia-Arango e Navia-Osorio (1703-1777)  II Marques de Ferrera
9. Nené Losada (1921-2009), alcunha literária do poeta popular valdesana Carmen Losada Rico.
10. Vicente Pastor Fernández (1959-atualidade) artista.
11. Juan García Avello e Castrillón (1673-1744) foi um religioso espanhol, bispo de Oviedo.
12. Óscar Zelada (1966-atualidade) ex-futebolista do Real Sporting de Gijón, Real Zaragoza e UD As Palmas, médico da selecção espanhola de futebol.
13. Francisco Álvarez-Capacetes (1947-atualidade) político espanhol, Ex-Presidente do Principado de Astúrias.
14. Margarita Salgas (1938-atualidade) bioquímica, doutora em Ciências e bióloga molecular espanhola.
15. Miguel de Luarca (1540-1591) Soldado espanhol que participou na expedição Legazpi às ilhas Filipinas (1562), um dos primeiro embaixadores da Espanha na China em 1557, regedor de Arévalo em 1580-1585 e escritor.
16. César Gala Vallejo (1919-atualidade), advogado, escritor e poeta; colaborou na redacção das bases da  Segurança Social em Espanha; Sócio de honra do Centro Social de Pessoas Maiores de Luarca.

## Futebol
A localidade asturiana de Luarca possui uma equipa de futebol chamada Luarca Clube de Futebol, que joga na Terceira Divisão de Espanha e utiliza o campo A Veigona.
O clube foi fundado em 1912 por um grupo de jovens aficionados ao futebol que, ao não dispor de um clube federado na cidade, decidiram federar um e o chamaram de Luarca CF. As cores da equipa também foram escolhidas por eles, ainda que não se tenha dados de por que escolheram essas cores especificamente. Em 2002 celebrou-se o 90º aniversário do clube e em 2012 houve uma grande festa de comemoração pelo seu 100º aniversário.
O Troféu Ramón Losada é o prêmio da competição de futebol que se disputa em Luarca no mês de agosto. O último vencedor tem sido o Real Sporting de Gijón, que também foi o primeiro vencedor em 1997. O Sporting venceu nove vezes este título.
Aparte do Sporting também têm participado equipas da Primeira Divisão da Espanha e Segunda Divisão B  Espanhola, como o Real Valladolid Clube de Futebol, o Racing de Santander ou o Real Oviedo, entre outros. Em 2010 disputaram-se dois troféus.

## CEPESMA
Cepesma, Coordenadora para o Estudo e Protecção das Espécies Marinhas, foi criada em 1996 em Luarca, Espanha, com o propósito de trabalhar na atividade de recuperação, conservação e divulgação dos ecossistemas marinhos e de promover a educação ambiental.
Entre as suas obras destaca-se o Museu do Calamar, que sofreu danos severos em 2014 devido a um temporal e posterior vandalismo.

## Transportes

### ALSA
A empresa ALSA (Automóveis Luarca S.A.) una villa de Luarca e constituiu-se no ano 1923 como empresa de transportes.

### Caminho-de-ferro
Pela paróquia passa a linha Ferrol - Gijón, que conta com uma estação no sul da malha urbana, na que efectuam ligações aos regionais Ferrol - Oviedo.

## Festas
1. Festa de Nossa Senhora do Rosário. 15 de Agosto
2. San Timóteo. 22 de Agosto

1. ↑  «Decreto 77/2014, de 5 de agosto, por el que se determinan los topónimos oficiales del concejo de Valdés» (PDF).
2. ↑  El museo del calamar, primero destrozado por el temporal y ahora arrasado por los vándalos